# Loukas Vyntra
Loukas Vyntra (grekiska: Λουκάς Βύντρα), född 5 februari 1981 i Město Albrechtice i Tjeckien, är en tjeckisk-grekisk fotbollsspelare som spelar som försvarare för spanska Levante UD.
Vyntra har spelat i klubben Panathinaikos FC från januari 2004 till 2013, och spelade innan det i Paniliakos. Vyntra representerar det grekiska landslaget på internationell nivå.